# Indica Flower
Indica Flower (Baton Rouge, 9 de mayo de 1997) también conocida como Summer Saunders, es una actriz pornográfica y modelo erótica estadounidense. Flower ha trabajado para las productoras Hot Guys Fuck, Reality Kings, Naughty America, Mofos, Brazzers, entre muchas otras.

## Biografía y carrera
Nacida en Baton Rouge, en el Estado de Luisiana, Indica proviene de una familia de granjeros. Ella pertenece al movimiento cultural hippie, utiliza trenzas y rastas en su cabello, y a menudo se le puede ver descalza y al aire libre. En una entrevista con el sitio Fleshbot, Indica reveló que siempre ha sido admiradora de la pornografía; relató que en sus días de instituto, ella era la "chica zorra".
Decidió iniciarse en la industria pornográfica luego de una ruptura amorosa de una relación de varios años. Su debut profesional se produjo en octubre de 2019, en una escena producida por la compañía Hot Guys Fuck, bajo el seudónimo de Summer Saunders. Ese mismo año, participó en otras 16 escenas, en las que intercalaba su nombre en los créditos entre Summer Saunders e Indica Flower, quedándose finalmente con este último.
En 2021 fue nominada en los Premios Fleshbot 2021, en la categoría de "Mejores Pechos".
Gracias a los ingresos que Indica recibe a través de su cuenta de OnlyFans, que en 2022 sumaron aproximadamente $1.5 millones de dólares, ella se dedicó a cultivar la tierra, de donde obtiene sus propios alimentos, y a la crianza de pollos.

## Nominaciones
| Año  | Categoría      | Resultado |
| ---- | -------------- | --------- |
| 2021 | Mejores Pechos | Nominada  |